# Osman Nuri Işılar
Osman Nuri Işılar (* 17. Oktober 1953 in Konya) ist ein türkischer Fußballtrainer.

## Karriere
Işılar kam in der westtürkischen Stadt Konya auf die Welt und interessierte sich früh für Sport, insbesondere für Fußball. Er begann Mitte der 1980er Jahre als Trainer zu arbeiten und übernahm in mehreren Amateurvereinen Positionen wie Nachwuchs-, Co- und Cheftrainer. 1990 trainierte er mit dem Drittligisten Çubukspor das erste Mal einen Profivereine als Cheftrainer. In den Nachfolgenden Jahren übernahm er bei diversen Vereinen die Posten des Nachwuchs-, Co- und Cheftrainers und assistierte u. a. Trainern wie Metin Türel.
Seit Sommer 2011 übernahm er beim Zweitligisten Boluspor den Posten des Nachwuchstrainers. Nachdem im Dezember 2011 der Cheftrainer Cihat Arslan von seinem Amt zurückgetreten war, übernahm Işılar interimsweise bis zur Winterpause diese Position und leitete bei zwei Pflichtspielen die Mannschaft. Anschließend kehrte er zu seiner alten Tätigkeit zurück. In der Spielzeit 2012/13 übernahm er erneut interimsweise den Posten des Cheftrainers und betreute in der Partie des 13. Spieltages die Mannschaft. Anschließend gab er seinen Posten an den neuen Cheftrainer Oğuz Çetin ab und kehrte zu seiner alten Tätigkeit zurück. Nachdem auch Çetin nach dem 31. Spieltag von seinem Amt zurückgetreten war, übernahm Işılar ein drittes Mal interimsweise die Mannschaft und betreute sie bis zum Saisonende. Im Sommer 2013 wurde er dann durch Ali Beykoz ersetzt.
Im Sommer 2013 begann er wieder als Nachwuchstrainer für den Hauptstadtklub Gençlerbirliği zu arbeiten. Nachdem dieser nach dem 2. Spieltag der Saison 2014/15 seinen Cheftrainer der Profimannschaft entlassen hatte, übernahm Işılar für eine Erstligapartie interimsweise den Cheftrainerposten und kehrte anschließend zu seinem alten Job zurück.